# Lista localităților din Slovenia (H)
Lista localităților din Slovenia care încep cu litera  H
Lista localităților:
A -
B -
C -
Č -
D -
E -
F -
G -
H -
I -
J -
K -
L -
M -
N -
O -
P -
R -
S -
Š -
T -
U -
V -
Z -
Ž
| Localitate                     | Comună                                   | Imagine |
| ------------------------------ | ---------------------------------------- | ------- |
| Hajdoše                        | Comuna Hajdina                           |         |
| Hajndl                         | Comuna Ormož                             |         |
| Hajnsko                        | Comuna Šmarje pri Jelšah                 |         |
| Hardek                         | Comuna Ormož                             |         |
| Harije                         | Comuna Ilirska Bistrica                  |         |
| Harje                          | Comuna Laško                             |         |
| Hercegovščak                   | Comuna Gornja Radgona                    |         |
| Herinja vas                    | Comuna urbană Novo mesto                 |         |
| Hermanci                       | Comuna Ormož                             |         |
| Hinje                          | Comuna Sevnica                           |         |
| Hinje                          | Comuna Žužemberk                         |         |
| Hiteno                         | Comuna Bloke                             |         |
| Hlaponci                       | Comuna Juršinci                          |         |
| Hlavče Njive                   | Comuna Gorenja vas - Poljane             |         |
| Hlebce                         | Comuna Radovljica                        |         |
| Hlebče                         | Comuna Velike Lašče                      |         |
| Hleviše                        | Comuna Logatec                           |         |
| Hlevni Vrh                     | Comuna Logatec                           |         |
| Hlevnik                        | Comuna Brda                              |         |
| Hmeljčič                       | Comuna Mirna Peč                         |         |
| Hobovše pri Stari Oselici      | Comuna Gorenja vas - Poljane             |         |
| Hočevje                        | Comuna Dobrepolje                        |         |
| Hočko Pohorje                  | Comuna Hoče - Slivnica                   |         |
| Hodoš                          | Comuna Hodoš                             |         |
| Hohovica                       | Comuna Litija                            |         |
| Hojče                          | Comuna Ribnica                           |         |
| Hom                            | Comuna Šentrupert                        |         |
| Homec                          | Comuna Domžale                           |         |
| Homec                          | Comuna Kobarid                           |         |
| Homec                          | Comuna Mozirje                           |         |
| Homec                          | Comuna Vojnik                            |         |
| Horjul                         | Comuna Horjul                            |         |
| Hosta                          | Comuna Škofja Loka                       |         |
| Hošnica                        | Comuna Slovenska Bistrica                |         |
| Hotavlje                       | Comuna Gorenja vas - Poljane             |         |
| Hotedršica                     | Comuna Logatec                           |         |
| Hotemaže                       | Comuna Šenčur                            |         |
| Hotemež                        | Comuna Radeče                            |         |
| Hotična                        | Comuna Hrpelje - Kozina                  |         |
| Hotinja vas                    | Comuna Hoče - Slivnica                   |         |
| Hotiza                         | Comuna Lendava                           |         |
| Hotovlja                       | Comuna Gorenja vas - Poljane             |         |
| Hotunje                        | Comuna Šentjur                           |         |
| Hramše                         | Comuna Žalec                             |         |
| Hranjigovci                    | Comuna Sveti Tomaž                       |         |
| Hrast pri Jugorju              | Comuna Metlika                           |         |
| Hrast pri Vinici               | Comuna Črnomelj                          |         |
| Hrastek                        | Comuna Krško                             |         |
| Hrastenice                     | Comuna Dobrova - Polhov Gradec           |         |
| Hrastje ob Bistrici            | Comuna Bistrica ob Sotli                 |         |
| Hrastje pri Cerkljah           | Comuna Brežice                           |         |
| Hrastje pri Grosupljem         | Comuna Grosuplje                         |         |
| Hrastje pri Mirni Peči         | Comuna Mirna Peč                         |         |
| Hrastje                        | Comuna urbană Maribor                    |         |
| Hrastje                        | Comuna urbană Kranj                      |         |
| Hrastje                        | Comuna Šentjernej                        |         |
| Hrastje                        | Comuna Šentjur                           |         |
| Hrastje - Mota                 | Comuna Radenci                           |         |
| Hrastnik pri Trojanah          | Comuna Zagorje ob Savi                   |         |
| Hrastnik                       | Comuna Hrastnik                          |         |
| Hrastnik                       | Comuna Moravče                           |         |
| Hrastnik                       | Comuna Vojnik                            |         |
| Hrastno                        | Comuna Šentrupert                        |         |
| Hrastov Dol                    | Comuna Ivančna Gorica                    |         |
| Hrastovec pod Bočem            | Comuna Poljčane                          |         |
| Hrastovec v Slovenskih Goricah | Comuna Lenart                            |         |
| Hrastovec                      | Comuna urbană Velenje                    |         |
| Hrastovec                      | Comuna Zavrč                             |         |
| Hrastovica                     | Comuna Mokronog - Trebelno               |         |
| Hrastovlje                     | Comuna urbană Koper                      |         |
| Hrastulje                      | Comuna Škocjan                           |         |
| Hrašče                         | Comuna Postojna                          |         |
| Hrašče                         | Comuna Vipava                            |         |
| Hraše pri Preddvoru            | Comuna Preddvor                          |         |
| Hraše                          | Comuna Medvode                           |         |
| Hraše                          | Comuna Radovljica                        |         |
| Hrašenski Vrh                  | Comuna Radenci                           |         |
| Hrenca                         | Comuna urbană Maribor                    |         |
| Hrenova                        | Comuna Vojnik                            |         |
| Hrenovice                      | Comuna Postojna                          |         |
| Hrib nad Ribčami               | Comuna Moravče                           |         |
| Hrib pri Cerovcu               | Comuna Semič                             |         |
| Hrib pri Fari                  | Comuna Kostel                            |         |
| Hrib pri Hinjah                | Comuna Žužemberk                         |         |
| Hrib pri Kamniku               | Comuna Kamnik                            |         |
| Hrib pri Orehku                | Comuna urbană Novo mesto                 |         |
| Hrib pri Rožnem Dolu           | Comuna Semič                             |         |
| Hrib                           | Comuna Šmarješke Toplice                 |         |
| Hrib                           | Comuna Preddvor                          |         |
| Hribarjevo                     | Comuna Bloke                             |         |
| Hribi                          | Comuna Lukovica                          |         |
| Hribi                          | Comuna Sežana                            |         |
| Hribljane                      | Comuna Cerknica                          |         |
| Hrib - Loški potok             | Comuna Loški potok                       |         |
| Hrovača                        | Comuna Ribnica                           |         |
| Hrpelje                        | Comuna Hrpelje - Kozina                  |         |
| Hrustovo                       | Comuna Velike Lašče                      |         |
| Hruševec                       | Comuna Šentjur                           |         |
| Hruševica                      | Comuna Komen                             |         |
| Hruševje                       | Comuna Postojna                          |         |
| Hruševka                       | Comuna Kamnik                            |         |
| Hruševlje                      | Comuna Brda                              |         |
| Hruševo                        | Comuna Dobrova - Polhov Gradec           |         |
| Hrušica                        | Comuna Ilirska Bistrica                  |         |
| Hrušica                        | Comuna Jesenice                          |         |
| Hrušica                        | Comuna urbană Novo mesto                 |         |
| Hruškarje                      | Comuna Cerknica                          |         |
| Hrušovje                       | Comuna Šentjur                           |         |
| Hrvaški Brod                   | Comuna Šentjernej                        |         |
| Hrvatini                       | Comuna urbană Koper                      |         |
| Huda Jama                      | Comuna Laško                             |         |
| Huda Polica                    | Comuna Grosuplje                         |         |
| Hudajužna                      | Comuna Tolmin                            |         |
| Hude Ravne                     | Comuna Litija                            |         |
| Hudeje                         | Comuna Trebnje                           |         |
| Hudenje                        | Comuna Škocjan                           |         |
| Hudi Graben                    | Comuna Tržič                             |         |
| Hudi Konec                     | Comuna Ribnica                           |         |
| Hudi Kot                       | Comuna Ribnica na Pohorju                |         |
| Hudi Log                       | Comuna Miren - Kostanjevica              |         |
| Hudi Vrh                       | Comuna Bloke                             |         |
| Hudinja                        | Comuna Vitanje                           |         |
| Hudo Brezje                    | Comuna Sevnica                           |         |
| Hudo                           | Comuna Domžale                           |         |
| Hudo                           | Comuna urbană Novo mesto                 |         |
| Hudo                           | Comuna Tržič                             |         |
| Hujbar                         | Comuna Ormož                             |         |
| Huje                           | Comuna Ilirska Bistrica                  |         |
| Hum pri Ormožu                 | Comuna Ormož                             |         |
| Hum                            | Comuna Brda                              |         |
| Hušica                         | Comuna Tržič                             |         |
| Hvaletinci                     | Comuna Sveti Andraž v Slovenskih goricah |         |

Lista localităților:
A -
B -
C -
Č -
D -
E -
F -
G -
H -
I -
J -
K -
L -
M -
N -
O -
P -
R -
S -
Š -
T -
U -
V -
Z -
Ž